# Hallelujah (Film)

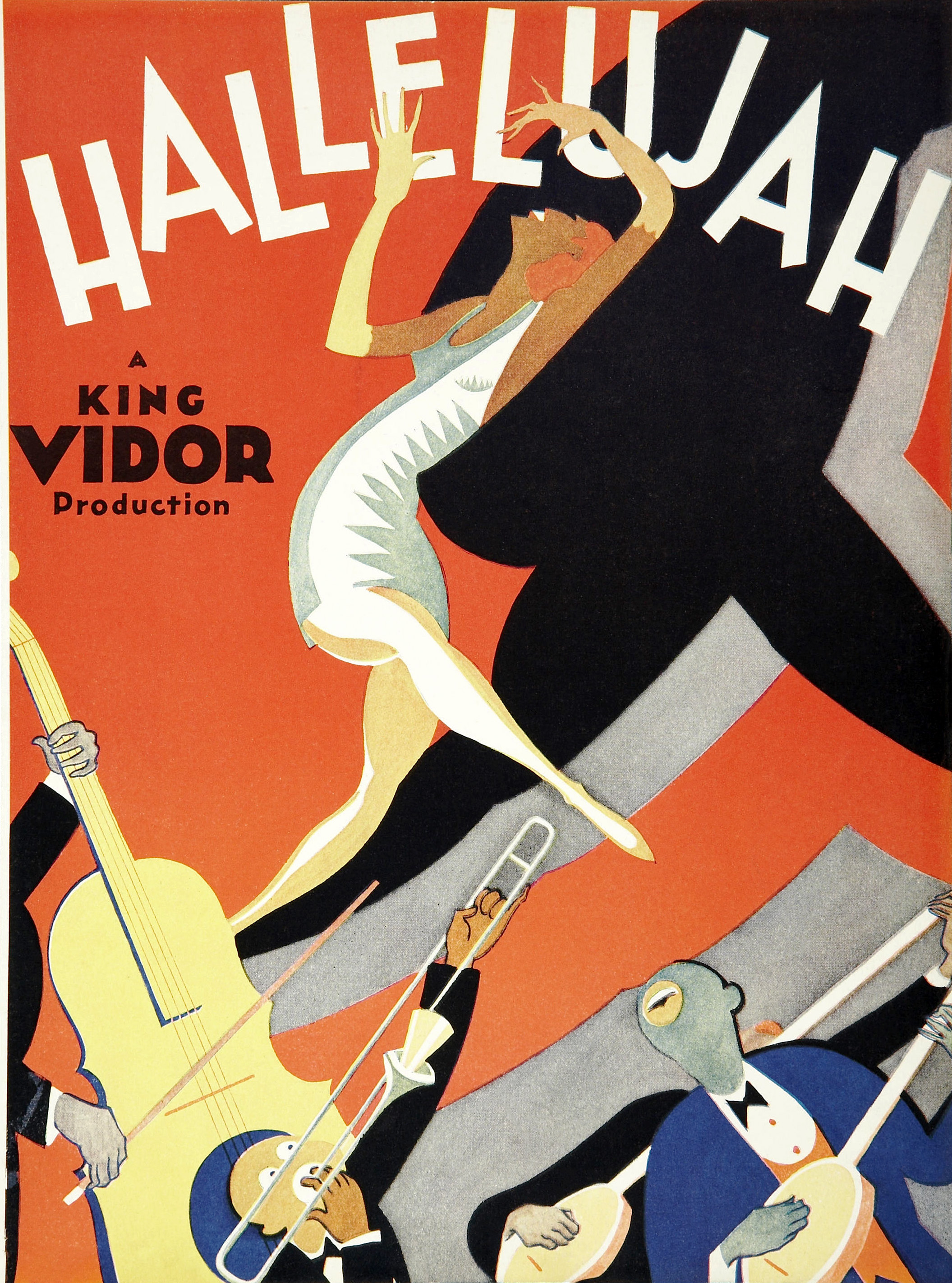
Werbeplakat für Hallelujah (1929)

Hallelujah ist ein US-amerikanisches Filmdrama aus dem Jahr 1929. Er ist einer der ersten Filme Hollywoods, die ausschließlich mit schwarzen Darstellern gedreht wurden.

## Handlung
Zeke ist ein schwarzer Farmerssohn, der mit seiner Familie die Baumwollernte auf dem Markt für 100 Dollar verkaufen kann. Die Tänzerin Chick überredet Zeke, an einem Spiel mit ihrem Freund Hot Shot teilzunehmen. Mit gezinkten Würfeln bringt Hot Shot den Farmer um seinen Ertrag. Zwischen Zeke und Hot Shot kommt es zu einem Kampf, in dessen Verlauf Zeke die Waffe des Gauners in die Hände bekommt. Versehentlich löst sich ein Schuss, der Zekes jüngeren Bruder Spunk tötet.
Voller Reue beschließt Zeke, Prediger zu werden. Wieder begegnet er Chick, die von seinen Ausführungen bekehrt wird und Hot Shot verlässt. Zeke verlässt seine Freundin Missy Rose. Doch als Chick wieder auf Hot Shot trifft, geht sie mit dem Gauner und verlässt Zeke. Zeke verfolgt das Paar. Als sich Hot Shots Wagen überschlägt, kommt Chick dabei ums Leben. In einem Sumpfgebiet kann Zeke Hot Shot stellen und in einem Kampf töten. Nach Verbüßung seiner Strafe kehrt Zeke zu seiner Familie zurück.

## Hintergrund
Die Ausstattung des Films übernahm Cedric Gibbons. Für den Ton war Douglas Shearer verantwortlich. Der Film wurde in Tennessee und Arkansas ohne Ton gedreht. Dialoge und Soundeffekte von Vidors erstem Tonfilm wurden später nachsynchronisiert.
Wie befürchtet wurde der Film von der Southern Theatre Federation verboten.

## Kritiken
„Der berühmte frühe Tonfilm, von Vidor ausschließlich mit Schwarzen gedreht, ist ein unmittelbar anrührendes realistisches Drama, das seine Authentizität und seine Stimmung nicht zuletzt aus der Vielzahl der in die Handlung einbezogenen Musiknummern von Spiritual bis Blues bezieht. Bemerkenswert in seinem Glauben an den Menschen, mit dem sich der Film ernsthaft auf seine Gefühls-, aber auch seine religiöse Welt einläßt.“

Die Variety lobte Vidors strikten Realismus, der unheimlich effektiv sei. Für Mordaunt Hall von der New York Times war der Film ein „beeindruckender Tonfilm“. Regisseur Vidor  erzähle die Geschichte nach dem prosaischen Beginn mit sich ständig steigerndem Nachdruck.

„Ein Filmkunstwerk von religiösem Wert, das Schuld und Reue eines Menschen und das Leben in einer sektiererischen Negergemeinde eindringlich darstellt. Für Erwachsene sehr zu empfehlen.“

## Auszeichnungen
1930 war King Vidor für den Oscar in der Kategorie Beste Regie nominiert. Im Jahr 2008 wurde der Film in das National Film Registry des National Film Preservation Board aufgenommen.